# Domina (odrůda révy vinné)

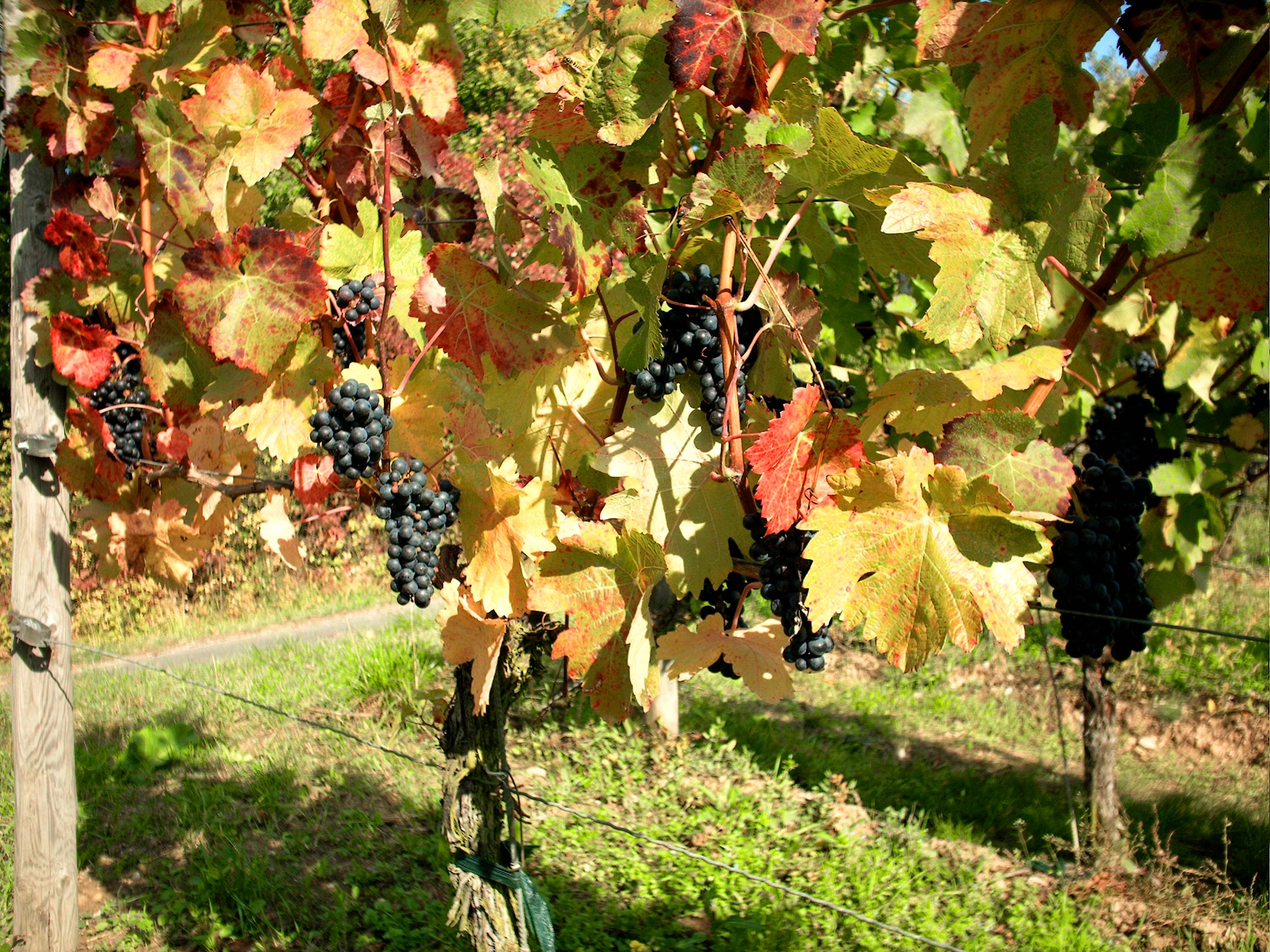
Keř révy odrůdy Domina z německé vinařské oblasti Franken

Domina (zkratka Do) je středně pozdní moštová odrůda révy vinné (Vitis vinifera), určená k výrobě červených vín. Odrůda byla vyšlechtěna v roce 1927 v Německu křížením odrůd Modrý Portugal a Rulandské modré.

## Popis

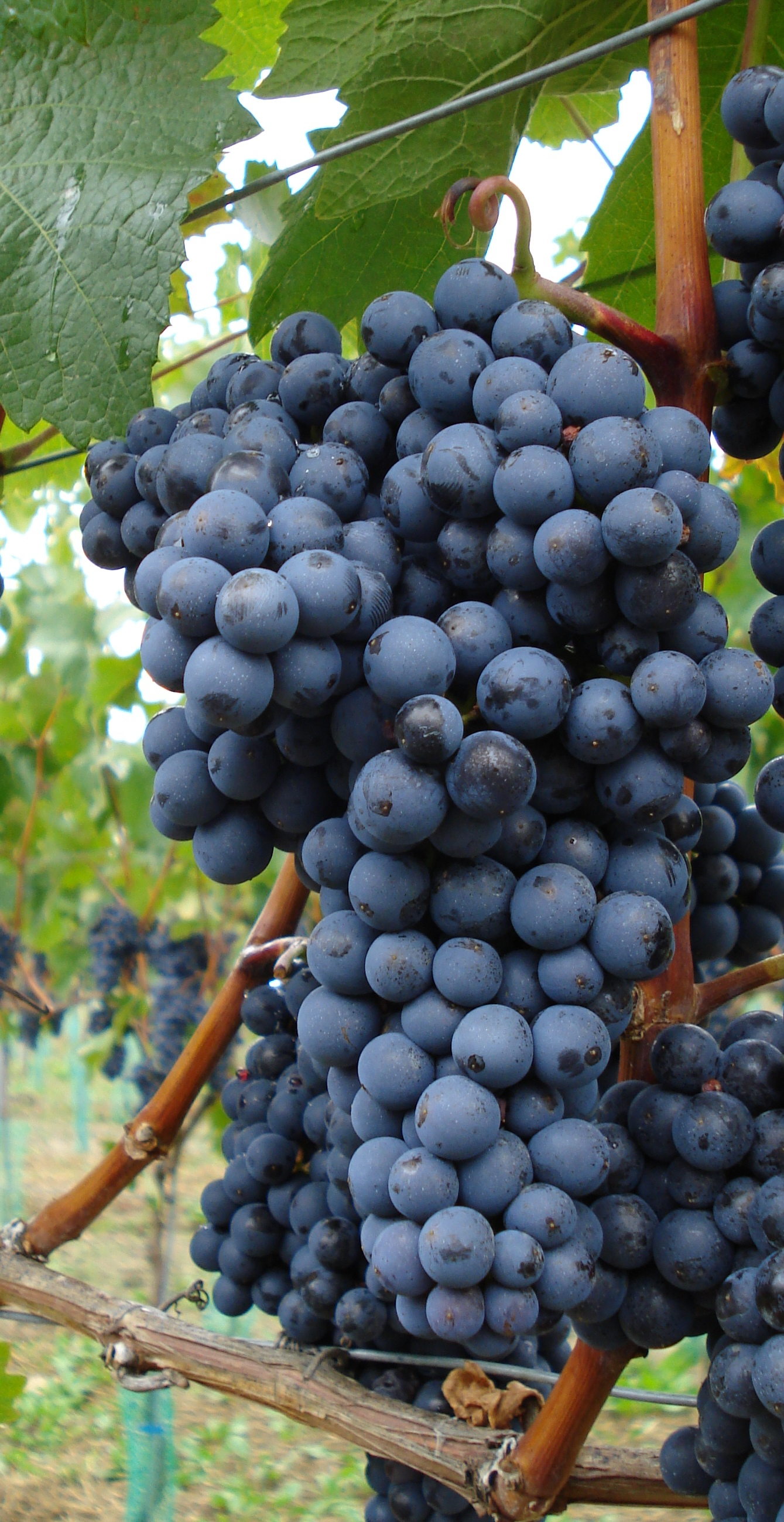
Hrozen odrůdy Domina

Réva vinná (Vitis vinifera) odrůda Domina je jednodomá dřevitá pnoucí liána, dorůstající v kultuře až několika metrů. Kmen tloušťky až několik centimetrů je pokryt světlou borkou, která se loupe v pruzích. Úponky révy umožňují této rostlině pnout se po pevných předmětech. Růst je středně bujný s polovzpřímenými letorosty. Vrcholky letorostů jsou otevřené, málo pigmentované antokyaniny, žlutavé s červenavým až červenohnědým okrajem, silně bíle vlnatě ochmýřené. mladé lístky jsou zelené s bronzovým nádechem. jednoleté réví je žlutavě hnědé.
List je malý až středně velký, tvar čepele je pětiúhelníkovitý, tří- až pětilaločný s někdy pouze naznačenými, někdy středně hlubokými bočními výkroji, které mají oblé až ploché dno. Vrchní strana čepele listu je mírně puchýřnatá, řapíkový výkroj je lyrovitý, překrytý až široce překrytý s malým průsvitem, řapík listu je narůžovělý, středně dlouhý, žilnatina listu v oblasti napojení řapíku je málo pigmentovaná antokyaniny. Podzimní barva listů je vínově červená.
Oboupohlavní pětičetné květy v hroznovitých květenstvích jsou žlutozelené, samosprašné. Plodem je malá až středně velká, kulatá bobule. Barva bobule je tmavomodrá až modročerná, slupka obsahuje velké množství barviva, dužnina je nepatrně až málo zabarvená antokyaniny, šťavnatá, plné chuti. Hrozen je středně velký (150 g), hustý, válcovitě-kuželovitý, s krátkou stopkou a s křidélky na bázi.

## Původ a rozšíření
Domina je moštová odrůda révy vinné (Vitis vinifera). Byla vyšlechtěna v Německu roku 1927, šlechtitelem jménem Peter Morio (1887–1960), v Ústavu pro šlechtění révy vinné v Geilweilerhofu, křížením odrůd Modrý Portugal a Rulandské modré. V 50. letech 20. století byla dále selektována Dr. Bernhardem Husfeldem (1900–1970). Roku 2007 se v Německu pěstovala na 404 hektarech (0,4 % celkové plochy vinic), z toho 346 ha se nacházelo v oblasti Franken. V Německu je registrován též tetraploidní klon odrůdy, zapsaný v katalogu odrůd VIVC jako samostatná odrůda.
Do Státní odrůdové knihy České republiky byla odrůda zapsána roku 2004. V ČR se pěstuje minimálně, roku 2010 na ploše pouhých 0,1 hektaru, průměrné stáří vinic činilo 15 let. Udržovatelem odrůdy je Prof. Vilém Kraus, je vhodná k pěstování v obou vinařských oblastech, v Čechách i na Moravě.

## Název
Název odrůdy pochází z latiny, v překladu znamená „paní“, nebo také „dáma“. Možná bylo záměrem šlechtitele, aby odrůda jednou opanovala vinice a stala se rozhodující, dominantní složkou, z latinského „dominabitur“, tedy „panovat, rozhodovat“.
Další, lokálně používaná synonyma a šlechtitelské názvy odrůdy Domina jsou : Домина (Rusko), Geilweilerhof 4- 25- 7, Gf. 4-25-7, GF. IV-25-7 N.

## Pěstování
Vzhledem k dobrému vyzrávání dřeva nebývá poškozována zimními mrazy, odolává do −23 až −26 °C, někdy trpí pozdními jarními mrazíky, nemá sklon ke sprchávání. Odrůdu je možno pěstovat na většině vedení bez nároků na specifický řez, snáší dobře i krátký řez. Pěstitelé doporučují podnože SO-4, Cr 2 a 125 AA. Výnos odrůdy je vyšší, 9–14 t/ha při cukernatosti 17–19 °NM a obsahu kyselin 8–11 g/1, ve zkouškách pro registraci bylo v tříletém průměru dosaženo výnosu 12 t/ha o průměrné cukernatosti 18° NM.

### Fenologie
Doba rašení oček je raná až středně pozdní, doba květu je středně pozdní. Odrůda je středně pozdní až pozdní, sklizňová zralost začíná koncem září až v první dekádě října.

### Choroby a škůdci
Proti napadení plísní révovou (Plasmopara viticola) a padlím révovým (Uncinula necator) je odrůda střeně odolná, méně odolná je proti napadení plísní šedou (Botrytis cinerea), objevuje se i sesychání třapiny. Netrpí chlorózou, sprcháváním ani virovými chorobami.

### Poloha a půdy
Na polohu a půdy není odrůda náročná. Pro poměrně rané dozrávání je vhodná i do okrajových vinařských oblastí. Dobře snáší i suchá stanoviště.

## Víno
Středně rané dozrávání je možno využít pro získání kvalitní suroviny i v okrajových vinařských oblastech. Důležitá je optimální fenolová zralost, protože odrůda má výraznější tříslovinu. Při výrobě vína je třeba využívá možnosti jablečno-mléčné fermentace, která zjemní chuťový dojem vína.
V dobrých polohách dává kvalitní víno hluboké rubínové až modročerné barvy, plné, s vysokým extraktem, vyšším obsahem taninů a s neutrální až jemnou, odrůdovou, aromatickou vůní. V chuti a vůni najdeme třešně a lesní bobulové ovoce. Víno je harmonické, typem připomíná vína odrůdy Modrý Portugal. I když odrůda nemá zabarvenou dužinu a není tak typickou barvířkou, vína se často používají k povýšení barvy cuvée. Vínům prospěje zrání v sudech, zaobluje taniny a snižuje aciditu mladých vín.

### Multimédia
- Ing. Radek Sotolář : Multimediální atlas podnožových, moštových a stolních odrůd révy, Mendelova zemědělská a lesnická universita Brno, zahradnická fakulta v Lednici
- Martin Šimek : Encyklopédie všemožnejch odrůd révy vinné z celýho světa s přihlédnutím k těm, co již ouplně vymizely, 2008–2012